# Mount Clifton (Virginie)
 (mars 2025).
Mount Clifton est une census-designated place située dans le comté de Shenandoah, dans l’État de Virginie, aux États-Unis. Lors du recensement de 2020, elle comptait 110 habitants.